# Karla Wege
Karla Wege (* 1930 oder 1931; † 2021 in München) war eine deutsche Meteorologin. Sie präsentierte über viele Jahre die Wetterkarte im ZDF und gilt als Urheberin der Benennung von Hoch- und Tiefdruckgebieten nach männlichen und weiblichen Vornamen.

## Werdegang
Wege studierte in den 1950er Jahren Meteorologie an der Freien Universität Berlin und wurde 1959 zum Thema Messung der atmosphärischen Gegenstrahlung mit dem neuen Oktantenaktinometer promoviert. Noch als Studentin regte sie 1954 an, dass Druckgebiete wie die Hurrikans in den USA Vornamen erhielten, wobei Hochdruckgebiete männliche und Tiefdruckgebieten weibliche Vornamen gegeben wurden. Dadurch sollten sie sich leichter in Wetterkarten verfolgen lassen. Richard Scherhag übernahm den Vorschlag ab 1. November 1954.
Ab 1968 verkündete sie als erste Frau beim ZDF fast 30 Jahre lang das Wetter in den Nachrichtensendungen. 1976 trat sie bei der ARD-Show Die Montagsmaler und 1978 bei Dalli Dalli auf. Am 21. April 2008 moderierte sie das Wetter im ARD-Morgenmagazin, was im Rahmen der ARD-Themenwoche „Mehr Zeit zu leben – Chancen einer alternden Gesellschaft“ stattfand.
Ihr Mann war der Ende Mai 2019 verstorbene Meteorologe Klaus Wege.
Karla Wege verstarb im Februar 2021 90-jährig an den Folgen von COVID-19. Sie wurde am 2. März 2021 auf dem Münchner Waldfriedhof, Neuer Teil urnenbestattet.

## Schriften
- Messung der atmosphärischen Gegenstrahlung mit dem neuen Oktantenaktinometer. Dissertation 1959, Reimer, Berlin 1959 (Meteorologische Abhandlungen. Bd. 8, H. 2, ) DNB 480008558
- Das Wetter. Franckh-Kosmos, Stuttgart 1992, ISBN 3-440-06404-2, DNB 911299459

## Fernsehauftritte
- ab 1968: heute, Wetterbericht (ZDF)
- 1976: Die Montagsmaler (ARD)[8]
- 1978: Dalli Dalli (ZDF)[9]
- 2008: ARD-Morgenmagazin[10][14]